# Isabel Barreto de Castro
Isabel Barreto de Castro (Pontevedra, 1567 - Castrovirreyna, Perú, 3 de setembre de 1612) fou una navegant espanyola, considerada la primera dona que va ostentar el càrrec d'almirall en la història de la navegació. Era esposa del navegant Álvaro de Mendaña, patró de diverses expedicions per l'oceà Pacífic i descobridor de les Illes Salomó i les illes Marqueses, a qui va acompanyar en el seu darrer viatge.

## Biografia

### Joventut
Algunes fonts apunten que era neta de Francisco Barreto, un mariner portuguès que va ésser el 18è governador de l'Índia Portuguesa, de qui hauria heretat la passió per la navegació. Altres historiadors assenyalen que els seus pares serien Nuño Rodríguez Barreto, conqueridor del Perú, i Mariana de Castro, tots dos naturals de Lisboa. Tenia tres germans i tres germanes.
Esent encara nena, es va traslladar amb la seva família al Virregnat del Perú, on va conèixer el governador Álvaro de Mendaña, amb qui va contreure matrimoni a Lima en 1585.

### L'expedició a les Illes Salomó

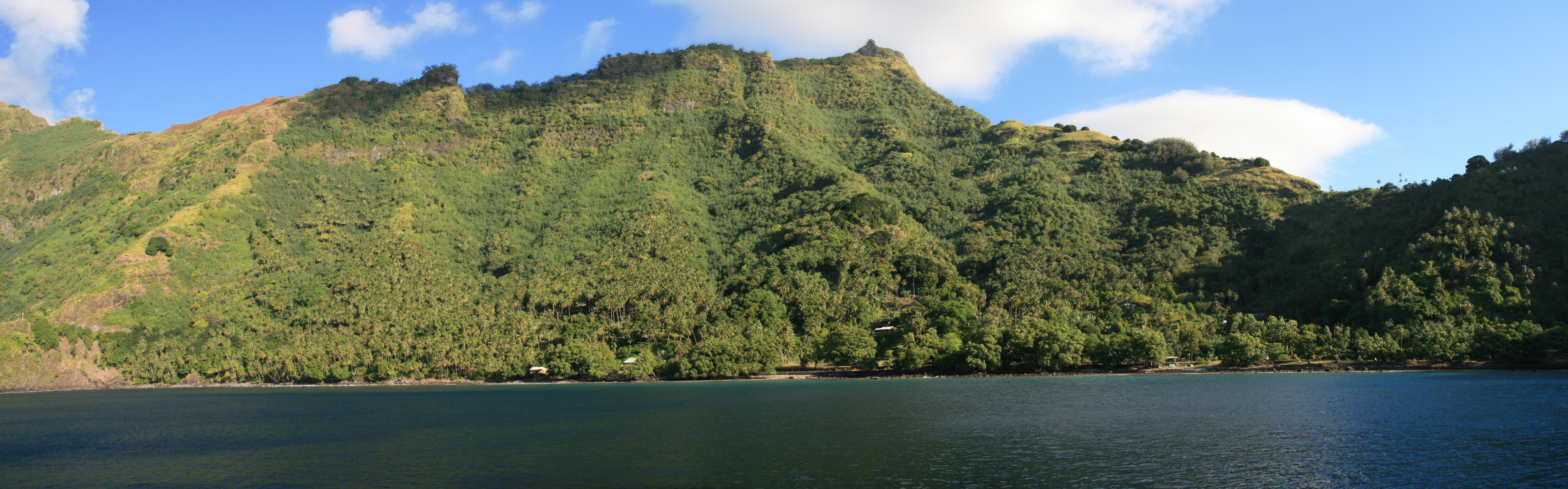
Imatge de Tahuata, illes Marqueses.

Malgrat que no era habitual a l'època, ella i altres dones van embarcar a l'expedició que el seu marit va organitzar cap a l'oceà Pacífic, que va partir des del port de Paita, al virregnat del Perú el 16 de juny de 1595, cap a les mítiques Illes Salomó. L'expedició constava de quatre embarcacions, i estava composta per 378 persones, 280 de les quals eren «homes de mar i guerra»; entre la tripulació hi havia tres germans d'Isabel i el cronista portuguès Pedro Fernández de Quirós, que va tenir freqüents enfrontaments amb ella, a qui li atribuïa un caràcter massa rigorós. En un primer moment, la flota va descobrir les illes Marqueses.
Durant la seva estada a les Illes Santa Cruz, Mendaña va emmalaltir greument de malària i va morir el 18 d'octubre de 1595. Abans de morir, va nomenar la seva dona governadora en terra i el germà d'aquesta, Lorenzo Barreto, almirall de l'expedició. Però Lorenzo va morir uns dies després i Isabel es va encarregar del comandament de l'expedició, com a «governadora del mar Oceà». L'expedició va haver de partir precipitadament de les illes després d'una rebel·lió dels indígenes causada per l'assassinat del seu cabdill Malope a mans dels soldats espanyols. Isabel va decidir posar rumb a les Filipines i l'expedició va arribar a Manila després d'una accidentada travessia, l'11 de febrer de 1596. Segons les cròniques, la crueltat de la nova almirall la va dur a condemnar a la forca un mariner que havia contravingut les seves ordres.

### Darrers anys
A les Filipines, es va casar de nou aquell mateix any amb el general Fernando de Castro, cavaller de l'Orde de Sant Jaume. El 1597, tots dos van organitzar una expedició que els va portar primer a Acapulco (Virregnat de Nova Espanya, avui Mèxic) i després a Guañacos (Capitania General de Xile, avui Argentina) on Isabel posseïa una comanda. Posteriorment van tornar a Perú, on alguns historiadors creuen que va morir el 1622. Fou enterrada a Castrovirreyna. Altres hipòtesis asseguren que va retornar a Espanya per reclamar els seus drets sobre les Illes Salomó i que va morir a la seva Galícia natal.
Prèviament, Quirós havia aconseguit del rei Felip III de Castella una Reial cèdula que li atorgava el dret a tornar i cristianitzar les Illes Salomó, anul·lant el títol que Isabel havia rebut del seu primer marit.

## Ruta de l'expedició a les Illes Salomó
- Paita (Perú), 9 d'abril de 1595.
- El Callao, 16 de juny.
- Les Marqueses de Mendoza (illes Marqueses), 21 de juliol - 5 d'agost.
  - Magdalena (Fatu Hiva)
  - Dominica (Hiva Oa)
  - Santa Cristina (Tahuata)
  - San Pedro (Floridura Tani)
- San Bernardo (Pukapuka, illes Cook), 20 d'agost.
- La Solitaria (Niulakita, Tuvalu), 29 d'agost.
- Illes Salomó: 
  - Tinakula, 7 de setembre.
  - Illes Salomó (Tomotu Noi), Recifes (illes Swallow), 8 de setembre.
  - Santa Cruz (Nendö, illes Santa Creu), 8 de setembre - 18 de novembre.
- Guam, 1 de gener de 1596.
- Manila, 11 de febrer.